# Lahmu
Lahmu a mezopotámiai mitológia isteni hímnemű víziszörnye, női párjával, testvérével és feleségével, Lahamuval együtt az első istenpár, az őselemek, Abzu és Tiamat gyermeke. Lahmu és Lahamu gyermeke Ansar és Kisar, tőlük származik az összes többi isten. Önálló kultuszuk – templomuk, városuk – nem volt.
Lahmut kígyó alakban ábrázolták, vagy mint szakállas embert vörös szalaggal, haján hat csavarodással. Mivel anyja, Tiamat a sós víz, a tenger, apja, Abzu pedig az édesvíz, köztük a folyók megtestesítője volt, szimbolikusan az Eufrátesz torkolatánál a tengerben levő hordalékszigeteket Lahmu és Lahamu néven illették.
Egy kései akkád istenlista Éa félig hal-félig ember szolgáját nevezi Lahmunak.

## Fordítás
- Ez a szócikk részben vagy egészben  a   Lahmu című angol Wikipédia-szócikk fordításán alapul.  Az eredeti cikk szerkesztőit annak laptörténete sorolja fel. Ez a jelzés csupán a megfogalmazás eredetét és a szerzői jogokat jelzi, nem szolgál a cikkben szereplő információk forrásmegjelöléseként.